# Championnat d'Afrique féminin de football 2002
Navigation
Édition précédente Édition suivante
Le Championnat d'Afrique de football féminin 2002 est la troisième édition du Championnat d'Afrique de football féminin, une compétition de la Confédération africaine de football (CAF) qui met aux prises les meilleures sélections nationales féminines de football affiliées à la CAF.
L'édition 2002 du Championnat d'Afrique se déroule du 7 au 21 décembre 2002 au Nigeria. D'août à octobre 2002, les sélections nationales africaines participent à une phase de qualifications, dans le but de désigner les sept équipes pouvant prendre part au tournoi final en compagnie du Nigeria, qualifié d'office en tant que pays organisateur.
La compétition qui se déroule dans deux sites, Warri et Oghara (en), est remportée par les Nigérianes, qui battent en finale le Ghana sur le score de 2-0. Il s'agit du troisième titre consécutif du Nigeria et de la deuxième finale perdue par les Ghanéennes. Le Cameroun termine à la troisième place.
Les finalistes se qualifient pour la Coupe du monde de football féminin 2003, qui se déroule aux États-Unis.

## Qualifications
Les qualifications de ce championnat d'Afrique ont lieu du 10 août au 13 octobre. Le Nigeria, pays hôte et tenant du titre, est qualifié d'office.

### Premier tour
| Équipe 1             | Résultat | Équipe 2           | Aller | Retour |
| -------------------- | -------- | ------------------ | ----- | ------ |
| Zambie               | forfait  | Botswana           | –     | –      |
| Éthiopie             | forfait  | Eswatini           | –     | –      |
| Érythrée             | 4 – 5    | Tanzanie           | 2 – 3 | 2 – 2  |
| Sao Tomé-et-Principe | 0 – 8    | Gabon              | 0 – 2 | 0 – 6  |
| Sénégal              | forfait  | Guinée-Bissau      | –     | –      |
| Côte d'Ivoire        | 4 – 4E   | Mali               | 3 – 3 | 1 – 1  |
| Angola               | 6 – 1    | Guinée équatoriale | 3 – 0 | 3 – 1  |

### Deuxième tour
| Équipe 1 | Résultat | Équipe 2       | Aller | Retour | T.a.b. |
| -------- | -------- | -------------- | ----- | ------ | ------ |
| Gabon    | 0 – 4    | Cameroun       | 0 – 0 | 0 – 4  |        |
| Zambie   | 1 – 8    | Afrique du Sud | 1 – 4 | 0 – 4  |        |
| Tanzanie | 0 – 10   | Zimbabwe       | 0 – 5 | 0 – 5  |        |
| Angola   | 1 – 1    | RD Congo       | 1 – 0 | 0 – 1  | 5 – 4  |
| Mali     | 0 – 0    | Maroc          | 0 – 0 | 0 – 0  | 5 – 4  |
| Sénégal  | 1 – 6    | Ghana          | 0 – 3 | 1 – 3  |        |
| Éthiopie | 4 – 2    | Ouganda        | 2 – 0 | 2 – 2  |        |

## Nations qualifiées
Huit équipes participent à la compétition. L'Afrique du Sud, pays hôte, est qualifiée d'office. Les sept autres équipes présentes se qualifient en passent une phase qualificative préliminaire.
| Nation         |
| -------------- |
| Nigeria        |
| Ghana          |
| Afrique du Sud |
| Cameroun       |
| Mali           |
| Zimbabwe       |
| Éthiopie       |
| Angola         |

## Déroulement de la phase finale
Les rencontres du tournoi se disputent selon les lois du jeu, qui sont les règles du football définies par l'International Football Association Board (IFAB).
La compétition se dispute sur deux tours. Le premier tour se joue par groupes de quatre équipes, la répartition des équipes dans les différents groupes étant déterminée par tirage au sort. Le deuxième tour est une phase à élimination directe.

### Phase de groupes

#### Format et règlement
Au premier tour, les équipes participantes sont réparties en deux groupes de quatre équipes. Chaque groupe se dispute sous la forme d'un championnat. Dans chaque groupe, chaque équipe joue un match contre ses trois adversaires. Les deux premières équipes de chaque poule se qualifient pour les demi-finales, les autres sont éliminées. Le classement des groupes utilise un système de points, où les points suivants sont attribués à chaque match joué :
- 3 points pour un match gagné;
- 1 point pour un match nul;
- 0 point pour un match perdu.

Si à l’issue du premier tour, plusieurs équipes ont le même nombre de points, les buts marqués et encaissés sont pris en compte. Les critères suivants sont utilisés pour déterminer le classement des équipes :
1. Le plus grand nombre de points obtenus
2. La différence de buts entre équipes à égalité sur la rencontre les opposant
3. Le plus grand nombre de buts marqués entre équipes à égalité sur la rencontre les opposant
4. La différence de but entre équipes à égalité comprenant tous les matchs du groupe
5. Le plus grand nombre de buts marqués entre équipes à égalité comprenant tous les matchs du groupe
6. Classement du fair-play.
7. Tirage au sort.

#### Groupe A
Tous les matchs du groupe A se déroulent à Warri sauf le match 10 se jouant à Oghara (en).
| Rang | Équipe   | Pts | J | G | N | P | Bp | Bc | Diff |
| ---- | -------- | --- | - | - | - | - | -- | -- | ---- |
| 1    | Ghana    | 9   | 3 | 3 | 0 | 0 | 6  | 0  | +6   |
| 2    | Nigeria  | 6   | 3 | 2 | 0 | 1 | 8  | 2  | +6   |
| 3    | Mali     | 1   | 3 | 0 | 1 | 2 | 3  | 9  | -6   |
| 4    | Éthiopie | 1   | 3 | 0 | 1 | 2 | 2  | 8  | -6   |

| Match | Date        | Équipe 1 | Résultat | Équipe 2 |
| ----- | ----------- | -------- | -------- | -------- |
| 1     | 7 décembre  | Nigeria  | 3 – 0    | Éthiopie |
| 2     | 7 décembre  | Mali     | 0 – 2    | Ghana    |
| 5     | 10 décembre | Éthiopie | 2 – 2    | Mali     |
| 6     | 10 décembre | Nigeria  | 0 – 1    | Ghana    |
| 9     | 13 décembre | Nigeria  | 5 – 1    | Mali     |
| 10    | 13 décembre | Ghana    | 3 – 0    | Éthiopie |

#### Groupe B
Tous les matchs du groupe B se déroulent à Oghara (en) sauf le match 12 se jouant à Warri.
| Rang | Équipe         | Pts | J | G | N | P | Bp | Bc | Diff |
| ---- | -------------- | --- | - | - | - | - | -- | -- | ---- |
| 1    | Afrique du Sud | 7   | 3 | 2 | 1 | 0 | 6  | 3  | +3   |
| 2    | Cameroun       | 4   | 3 | 1 | 1 | 1 | 2  | 2  | 0    |
| 3    | Angola         | 2   | 3 | 0 | 2 | 1 | 2  | 3  | -1   |
| 4    | Zimbabwe       | 2   | 3 | 0 | 2 | 1 | 2  | 4  | -2   |

| Match | Date        | Équipe 1       | Résultat | Équipe 2 |
| ----- | ----------- | -------------- | -------- | -------- |
| 3     | 8 décembre  | Afrique du Sud | 2 – 1    | Cameroun |
| 4     | 8 décembre  | Angola         | 1 – 1    | Zimbabwe |
| 7     | 11 décembre | Cameroun       | 0 – 0    | Zimbabwe |
| 8     | 11 décembre | Afrique du Sud | 1 – 1    | Angola   |
| 11    | 14 décembre | Cameroun       | 1 – 0    | Angola   |
| 12    | 14 décembre | Afrique du Sud | 3 – 1    | Zimbabwe |

### Phase à élimination directe

#### Format
Le deuxième tour est disputé sur élimination directe et comprend des demi-finales, un match pour la troisième place et une finale. Les vainqueurs sont qualifiés pour le tour suivant, les perdants éliminés.

#### Tableau final
|  | Demi-finales        | Demi-finales        |                        |   | Finale    | Finale    |
|  | Demi-finales        | Demi-finales        |                        |   | Finale    | Finale    |
|  |                     |                     |                        |   |           |           |
|  | 17 décembre à Warri | 17 décembre à Warri |                        |   | 3 octobre | 3 octobre |
|  | 17 décembre à Warri | 17 décembre à Warri |                        |   | 3 octobre | 3 octobre |
|  | Ghana               | 3ap                 |                        |   | 3 octobre | 3 octobre |
|  | Ghana               | 3ap                 |                        |   | 3 octobre | 3 octobre |
|  | Cameroun            | 2                   |                        |   | 3 octobre | 3 octobre |
|  | Cameroun            | 2                   | Ghana                  | 0 |           |           |
|  | 18 décembre à Warri |                     | Ghana                  | 0 |           |           |
|  |                     | Nigeria             | 2                      |   |           |           |
|  | Afrique du Sud      | Nigeria             | 2                      | 0 |           |           |
|  | Afrique du Sud      |                     |                        | 0 |           |           |
|  | Nigeria             | 5                   |                        |   |           |           |
|  | Nigeria             | 5                   | Match pour la 3e place |   |           |           |
|  |                     |                     |                        |   |           |           |
|  | 20 décembre à Warri |                     |                        |   |           |           |
|  |                     |                     |                        |   |           |           |
|  | Cameroun            | 3                   |                        |   |           |           |
|  | Cameroun            | 3                   |                        |   |           |           |
|  | Afrique du Sud      | 0                   |                        |   |           |           |
|  | Afrique du Sud      | 0                   |                        |   |           |           |